# Hydrogamia

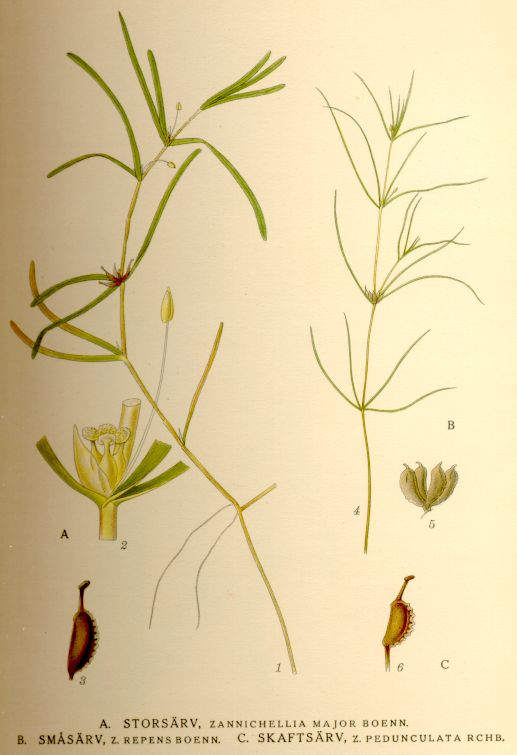
Lejkowato rozchylony słupek u zamętnicy ułatwia wychwycenie ziarn pyłku

Hydrogamia, wodopylność – zapylenie kwiatów za pomocą wody. Występuje u niektórych roślin związanych ze środowiskiem wodnym, których kwiaty wykształcają się pod wodą, jak np. u zamętnicy (Zannichellia), rogatka (Ceratophyllum), jezierzy (Najas), zostery (Zostera) i in. Może być podwodne, lub nawodne.
W kwiatach przystosowanych do zapylenia podwodnego (np. u rogatka), pylniki mają uproszczoną budowę, a ich pyłek ma większą gęstość od wody. Kwiaty są szeroko rozchylone, a znamię słupka jest lejkowate, by łatwiej wychwycić pyłek. W kwiatach zapylanych nad wodą kwiaty żeńskie znajdują się na powierzchni wody.
Ziarna pyłku są zwykle pozbawione warstwy chroniącej je od wyschnięcia, mają wydłużony kształt, a często zaraz po opuszczeniu pylników wytwarzają łagiewkę pyłkową. Dzięki temu mogą być łatwo unoszone przez wodę. U nurzańca (Vallisneria), który jest rośliną podwodną, kwiaty męskie natomiast odrywają się w całości od rośliny i unoszone przez wodę docierają do kwiatów żeńskich. Posiadają pęcherzyk powietrza, który unosi je na powierzchni wody. Kwiaty żeńskie po zapyleniu są wciągane do wody przez skręcającą się spiralnie łodyżkę.
Hydrogamia jest rzadko spotykanym rodzajem zapylenia nawet wśród roślin wodnych, których większość rozwija kwiaty ponad wodą (np. grzybieniowate, żabieńcowate, włosienicznik) lub kwitnie w porze suchej (np. zasennikowate). Rzadkość tego sposobu zapylania tłumaczona jest niekorzystnym dla żywotności pyłku wpływem środowiska wodnego.